# Waltham (groupe)
 (mai 2024).
La mise en forme du texte ne suit pas les recommandations de Wikipédia : il faut le « wikifier ».
Les points d'amélioration suivants sont les cas les plus fréquents :
- Les titres sont pré-formatés par le logiciel. Ils ne sont ni en capitales, ni en gras.
- Le texte ne doit pas être écrit en capitales (les noms de famille non plus), ni en gras, ni en italique, ni en « petit »…
- Le gras n'est utilisé que pour surligner le titre de l'article dans l'introduction, une seule fois.
- L'italique est rarement utilisé : mots en langue étrangère, titres d'œuvres, noms de bateaux, etc.
- Les citations ne sont pas en italique mais en corps de texte normal. Elles sont entourées par des guillemets français : « et ».
- Les listes à puces sont à éviter, des paragraphes rédigés étant largement préférés. Les tableaux sont à réserver à la présentation de données structurées (résultats, etc.).
- Les appels de note de bas de page (petits chiffres en exposant, introduits par l'outil «  Source ») sont à placer entre la fin de phrase et le point final[comme ça].
- Les liens internes (vers d'autres articles de Wikipédia) sont à choisir avec parcimonie. Créez des liens vers des articles approfondissant le sujet. Les termes génériques sans rapport avec le sujet sont à éviter, ainsi que les répétitions de liens vers un même terme.
- Les liens externes sont à placer uniquement dans une section « Liens externes », à la fin de l'article. Ces liens sont à choisir avec parcimonie suivant les règles définies. Si un lien sert de source à l'article, son insertion dans le texte est à faire par les notes de bas de page.
- La présentation des références doit suivre les conventions bibliographiques. Il est recommandé d'utiliser les modèles {{Ouvrage}}, {{Chapitre}}, {{Article}}, {{Lien web}} et/ou {{Bibliographie}}. Le mode d'édition visuel peut mettre en forme automatiquement les références.
- Insérer une infobox (cadre d'informations à droite) n'est pas obligatoire pour parachever la mise en page.

Pour une aide détaillée, merci de consulter Aide:Wikification.
Si vous pensez que ces points ont été résolus, vous pouvez retirer ce bandeau et améliorer la mise en forme d'un autre article.
 (mai 2024).
Pour les articles homonymes, voir Waltham.
Waltham est un groupe américain de rock formé en 1999. Le groupe tire son nom de sa ville natale de Waltham, Massachusetts . Le groupe est composé de Frank Pino, Jr. ( chant principal ), Dave Pino ( guitare solo et chant), Tony Monaco ( guitare rythmique ), David "Jones" Illsley ( basse et chant) et Darryl Grant ( batterie et chant).

## Biographie

### 2005-2006
Le groupe a été signé par Rykodisc qui a sorti son album éponyme en juillet 2005 
"Cheryl (Come and Take a Ride)" de Waltham a été utilisé dans les promotions de la série de télé-réalité CBS, The Amazing Race . Le groupe a également été présenté dans le film Disney America's Heart and Soul.
Frank Pino, Jr. a été présenté dans un épisode de 2006 de l'émission MTV Made .
Le 11 juillet de l'année 2006, ils sortent leur premier EP intitulé Awesome.

### 2013-présent
Le 14 février 2013, sur le site officiel de Waltham et la page Facebook , une vidéo iPhone Text Lyric a été publiée révélant une nouvelle chanson You're Everything That I Want, et que leur troisième album studio Wicked Waltham est sorti sur iTunes et Spotify en 2014, marquant un écart de 9 ans entre la sortie de leur premier et deuxième album studio. En juillet 2013, le groupe a également révélé deux autres chansons de l'album, « The Highway » et « Drive Me Crazy »,. En septembre 2013, ils ont sorti une quatrième chanson de Wicked Waltham, Stand and Fight, écrite par Dave et Frank Pino.
Le 21 novembre 2013, le clip de Stand and Fight est sorti. Le 28 avril 2014, le groupe a sorti Wicked Waltham en téléchargement numérique et en EP . Ils ont également annoncé que l'album sortirait en vinyle en juin 2014,. Le 7 mai 2014, Waltham a sorti Still In Love comme dernier morceau de Wicked Waltham.

## Influences et son
Leur son - un mélange de pop rock mélodique et de riffs de hard rock - a établi des comparaisons avec Cheap Trick et The Cars, le groupe citant Rick Springfield comme influence.

## Discographie

### Albums studios
- Permission to build (2003)
- Waltham [13] (2005)

### EP
- Awesome - EP [14] (2006)
- Wicked Waltham [3] (2014)

## Projets parallèles et collaborations
- Frank Pino Jr. a sorti un EP sous le pseudonyme ETATS-UNIS! ETATS-UNIS! ETATS-UNIS! intitulé Quel est ton nom ? le 4 octobre 2012[15].
- Frank a également formé un groupe avec Lauren Mangini appelé Lowercase Me . Ils prévoient de sortir leur premier album courant 2013
- Frank Pino Jr. figure sur l'album concept de N Pa , The Ghost Within: The Tale of Turmoil, sorti le 24 septembre 2013 [16]

## Prix

### Boston Music Award
- Meilleur groupe rock/pop (2005)
- Chanson de l'année (2003) pour "So Lonely" [17]
- Chanson de l'année (200 ?) pour "Cheryl" [17]
- Meilleur nouveau groupe (égalité) (1999)

### WBCN Rock et Roll Rumble
- Finalist (2000)

### The Noise Poll
- Meilleur nouveau groupe (1999)